# Pic de Gerlache
Pic de Gerlache är en bergstopp i Grönland (Kungariket Danmark). Den ligger i den nordöstra delen av Grönland, 1 900 km nordost om huvudstaden Nuuk. Toppen på Pic de Gerlache är 369 meter över havet.
Terrängen runt Pic de Gerlache är kuperad söderut, men norrut är den platt.  Trakten runt Pic de Gerlache är nära nog obefolkad, med mindre än två invånare per kvadratkilometer. Det finns inga samhällen i närheten. Trakten runt Pic de Gerlache är permanent täckt av is och snö.